# Brunhilde Pomsel
Brunhilde Pomsel (Berlim, 11 de janeiro de 1911 – Munique, 27 de janeiro de 2017) foi uma secretária alemã, secretária pessoal de Joseph Goebbels a partir de 1942, sendo uma das últimas testemunhas oculares do aparelho de poder nazista. Foi também uma locutora de rádio, morrendo com 106 anos de idade em 2017.

## Biografia
Nascida em Berlim em 1911, Pomsel trabalhou como estenografista para um advogado judeu e como datilógrafa para um nacionalista de direita, trabalhando para ambos simultaneamente em alguns momentos. Em 1933 obteve um trabalho como secretária no departamento de notícias da estação de rádio do Terceiro Reich após filiar-se ao Partido Nacional Socialista dos Trabalhadores Alemães. Por recomendação de um amigo, foi transferida em 1942 para o Ministério da Propaganda, onde trabalhou para Joseph Goebbels como taquígrafa até o final da Segunda Guerra Mundial. De acordo com Kate Connolly no The Guardian, as tarefas de Pomsel incluíram "minimizar estatísticas sobre soldados mortos, bem como exagerar o número de raptos de mulheres alemãs pelo Exército Vermelho". Após a Batalha de Berlim em 1945, Pomsel foi sentenciada a cinco anos de prisão.
Após ser solta da prisão em 1950 Pomsel trabalhou em uma emissora de rádio da Alemanha até aposentar-se em 1971. Em seu aniversário de 100 anos em 2011, falou publicamente contra Goebbels.